# L'ultima notte (Edward Maya e William Imola)
L'ultima notte è un singolo di Edward Maya e William Imola pubblicato il 5 maggio 2025.

## Descrizione
Il singolo, noto anche con il titolo The Last Night, è scritto testo e musica dagli stessi Edward Maya e William Imola, mentre è prodotto da Edward Maya.

## Video musicale
Il video musicale è stato pubblicato il 4 maggio 2025 per la regia di Ugo Lo Pinto. È prodotto da Massimiliano Caroletti che assieme a William Imola cura anche la produzione esecutiva. Il video è stato girato all'Isola del Liri. Tema e la fine di un amore e la violenza che non dovrebbe mai esserci. Protagonisti del video oltre Edward Maya e William Imola anche Éva Henger, Fabrizio Eleuteri e Glelany Cavalcante.

## Tracce
1. Edward Maya e William Imola – Show Me Love – 2:29 (Edward Maya e William Imola)